# سفارة أستراليا في مصر
سفارة أستراليا في مصر هي أرفع تمثيل دبلوماسي لدولة أستراليا لدى مصر. تقع السفارة في حي بولاق وهي تهدف لتعزيز المصالح الأسترالية في مصر.

## وصلات خارجية
- الموقع الرسمي
- قائمة سفارات أستراليا
- قائمة السفارات في مصر